# エヴァソール (駆逐艦)
|          | |
| 艦歴     | |
| 発注:    | |
| 起工:    | 1945年2月28日 |
| 進水:    | 1946年1月8日 |
| 就役:    | 1946年5月10日 |
| 退役:    | |
| その後:  | トルコ海軍へ移管                                                                                                   |
| 除籍:    | 1995年 |
| 性能諸元 | |
| 排水量:  | 満載：3,460 トン                                                                                                   |
| 全長:    | 390 ft 6 in (119 m)                                                                                                |
| 全幅:    | 40 ft 10 in (12.5 m)                                                                                               |
| 吃水:    | 14 ft 4 in (4.4 m)                                                                                                 |
| 機関:    | ギアード・タービン2軸推進、60,000 shp (45 MW)                                                                      |
| 最大速:  | 35ノット (65 km/h)                                                                                                 |
| 兵員:    | 士官、兵員336名 |
| 兵装:    | 5インチ砲6門 40mmボフォース対空機銃12門 20mmエリコン対空機銃11門 21インチ魚雷発射管10門 爆雷軌条2軌、爆雷投射機6器 |

エヴァソール(USS Eversole, DD-789)は、アメリカ海軍の駆逐艦。ギアリング級駆逐艦の1隻。艦名はミッドウェー海戦で戦死し、海軍十字章を受章したジョン・トーマス・エヴァソールに因む。その名を持つ艦としては2隻目。

## 艦歴
エヴァソールは1945年2月28日にワシントン州シアトルのトッド造船所で起工する。1946年1月8日にサラ・エヴァソール（エヴァソール中尉の母親）によって進水し、1946年5月10日に艦長B・P・ロス中佐の指揮下就役する。
エヴァソールは母港のカリフォルニア州サンディエゴに1946年10月6日到着する。第7艦隊に所属し、2回の極東任務で中国の沖合、日本近海を偵察した。1950年5月1日にサンディエゴを出航し、再び極東での任務に就く。朝鮮戦争勃発時、エヴァソールはアジアでの任務活動中であった。1951年2月8日まで、北朝鮮への攻撃を行う高速空母任務部隊の護衛を行い、その後サンディエゴに帰還した。
朝鮮戦争における2度目の任務は1951年8月27日から1952年4月10日まで行われた。エヴァソールは興南、元山、韓国東岸部の拠点に対して砲撃を行い、イギリス、カナダ、オランダ、オーストラリア、ニュージーランドおよび韓国海軍艦艇と共に封鎖および護衛任務に従事した。その後1952年11月17日から1953年6月29日まで同様の任務に従事した。
1954年から1962年までエヴァソールは台湾海峡での偵察を行い、沖縄、フィリピンでの演習、西太平洋各地の港を訪問した。1957年と58年にはオーストラリアを始めとする各地を訪問し、第7艦隊での任務に従事した。
西海岸での配備のための訓練および準備期間に、エヴァソールはしばしば太平洋北西の港を訪問し、ハワイ諸島への巡航を行った。
エヴァソールは朝鮮戦争の戦功で7個の従軍星章を受章した。

### トルコ海軍で
1973年7月11日にエヴァソールはトルコ海軍へ転籍する。エヴァソールはガイレット (TCG Gayret, D-352) の艦名でトルコ海軍に就役した。ガイレットは1995年に除籍され、現在はトルコのイズミットで博物館船として保存されている。